# Bagijnemolen
De Bagijnemolen, ook bekend als de St. Agnietenmolen, is een watermolen op de Sonsbeek in Arnhem. De molen maakt tegenwoordig deel uit van het Nederlands Watermuseum.

## Geschiedenis
De molen stamt uit het begin van de vijftiende eeuw en was in de 16e eeuw in bezit van een Agnietenklooster. In de 18e eeuw werd de molen verbouwd: delen van de gevel stammen nog uit die periode. Tot aan het begin van de 20e eeuw is de Bagijnemolen als korenmolen in bedrijf geweest. In 1912 werd het complex verbouwd tot forellenkwekerij. Deze heeft tot 1967 bestaan, waarna het pand in gebruik is genomen als restaurant en partycentrum. In 1996 werd de molen door de gemeente Arnhem verhuurd aan de stichting Het Nederlands Watermuseum.
In 1999 is een waterrad aangebracht, dat nog geen functie heeft. Vanwege de slechte staat van het hout van de aanvoergoot kan het niet draaien. Het is de bedoeling het waterrad te koppelen aan een generator om daarmee groene stroom op te wekken voor het museum.